# Rápóti Pap Mihály (püspök)
Ifjabb Rápóti Pap Mihály (Tiszadob, 1660. július 20. – Debrecen, 1726. február 7.) református lelkész, a Tiszántúli református egyházkerület püspöke 1721-től haláláig. Rápóti Pap Mihály lelkész fia.
Tanulmányait Debrecenben végezte, ahol 1678. január 21-én lépett a nagyobb tanulók sorába, azután meg köztanítói, contrascribai és seniori tisztet is viselt. 1686 tavaszán külföldre indult s augusztus 17-én a leideni egyetemre iratkozott be. Miután 1688 őszére visszaérkezett, 1689-ben biharnagybajomi, 1691-ben debreceni lelkész lett. A debreceni egyházmegye 1710. június 18-án esperessé, a tiszántúli egyházkerület 1724 novemberében „generalis inspector” címmel püspökké választotta, miután már 1721 óta vitte e hivatalt.

## Művei
- De lege fidei. (Leiden, 1687.)
- Temetési tanítás (Jenei Mihály felett). (Debrecen, 1694.)
- Scripturaria V. Testamenti chronotaxis. (Uo. 1696.)
- De natura vera conjugii. (Uo. 1715.)

Üdvözlő verset írt Komáromi A. Jánoshoz (1686.), Kondorosi Jánoshoz (1687.) és Nógrádi Benedekhez (1687.), gyászverset Mártonfalvi Györgynek (1681.), Nógrádi Mátyásnak (1681.), →Köleséri Sámuelnek (1683.) és Szilágyi Mártonnak (1700.) a halálára.